# Synoeca virginea
Synoeca virginea är en getingart som först beskrevs av Fabricius 1804.  Synoeca virginea ingår i släktet Synoeca och familjen getingar. Inga underarter finns listade i Catalogue of Life.